# 恵那インターチェンジ
恵那インターチェンジ（えなインターチェンジ）は、岐阜県恵那市長島町中野にある中央自動車道のインターチェンジ。恵那市街のほか同市旧岩村町域の最寄りインターチェンジである。

## 道路
- E19 中央自動車道（28番）

## 接続する路線
- 岐阜県道68号恵那白川線
  - 岐阜県道72号恵那蛭川東白川線
  - 岐阜県道66号多治見恵那線
    - 国道19号 恵那バイパス
      - 国道257号

## 料金所
- ブース数：4

### 入口
- ブース数：2　
  - ETC専用：1　
  - 一般：1

### 出口
- ブース数：2　
  - ETC専用：1　
  - 一般：1

## 周辺
- JR東海 中央本線／明知鉄道 明知線 恵那駅
- ファミリーマート恵那インター店
- 恵那峡
  - 恵那峡ワンダーランド
- 大井ダム

## 恵那バスストップ
恵那バスストップは、恵那インターチェンジに併設されている中央自動車道のバス停留所である。

### 停車する路線
- 中央道高速バス（中央高速バス）
  - 新宿・名古屋線
中津川BS - 恵那BS - 瑞浪天徳BS
  - 飯田・昼神温泉・栄・名古屋線（各停）
馬篭BS - 恵那BS - 瑞浪天徳BS

## 隣
E19 中央自動車道
(27)中津川IC/BS - 恵那峡SA - (28)恵那IC/BS - 屏風山PA - (29)瑞浪IC